# Festival Eurovisão da Canção Júnior 2023
O Festival Eurovisão da Canção Júnior 2023 foi a 21ª edição do Festival Eurovisão da Canção Júnior. O concurso aconteceu em Nice, na França, no dia 26 de novembro de 2023, após a vitória do país na edição de 2022 com a música "Oh Maman!" por Lisandro. Organizado pela União Europeia de Radiodifusão (EBU) e pela emissora anfitriã France Télévisions, o concurso foi realizado no Palais Nikaia. Esta foi a segunda vez que a França sediou o Festival Eurovisão da Canção Júnior, sendo a primeira em 2021.
A França ganhou a Eurovisão Júnior pela terceira vez com a canção Cœur de Zoé Clauzure, um ano após a vitória de Lissandro, tornando-se o segundo país, juntamente com a Polónia, a ganhar o concurso dois anos seguidos, bem como o país com mais vitórias, juntamente com a Geórgia. 

## Localização

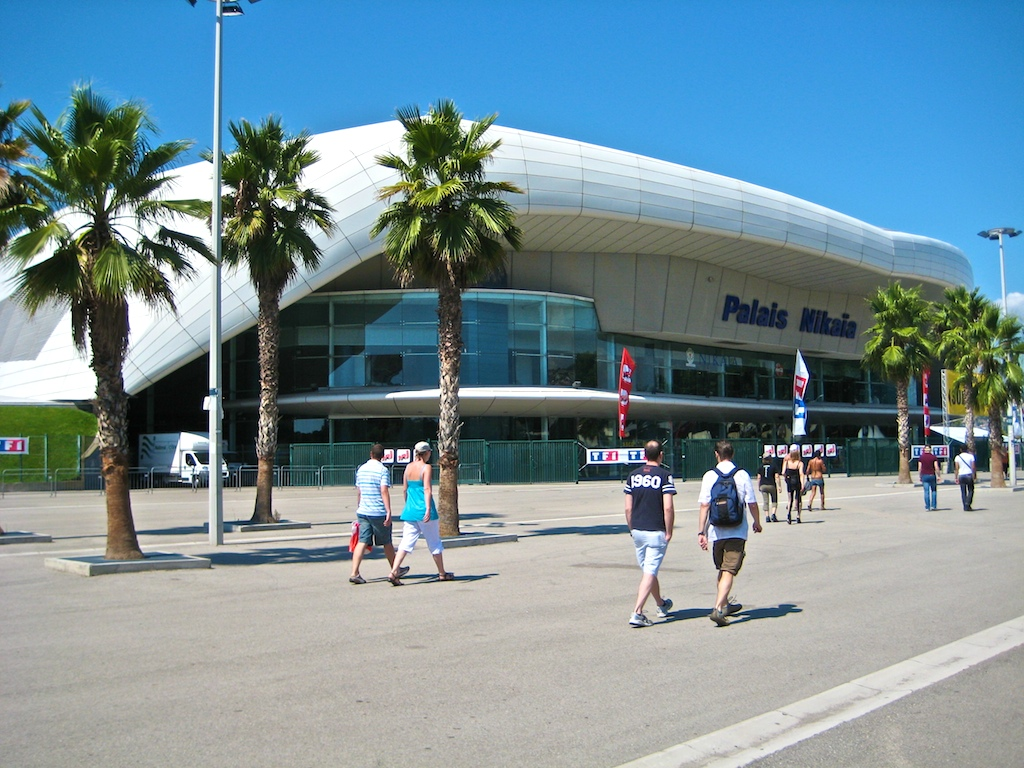
Palais Nikaia, host venue of the 2023 contest.

O concurso aconteceu no Palais Nikaia em Nice, a quinta maior cidade da França e a maior aglomeração urbana do litoral francês na Côte d'Azur. Foi a primeira vez desde 2019 que o concurso não será realizado em uma capital.

### Fase de licitação e seleção da cidade-sede
Entre 2003 e 2013 não havia a necessidade de que o país vencedor da edição anterior recebesse a próxima edição. Algo que foi quebrado na edição de 2014, quando se decidiu pela claúsula da primeira recusa para o vencedor do ano anterior, o que valeu entre aquele ano e 2017. O único caso que houve o uso dessa regra foi em 2015, quando a Itália abriu mão de sediar o evento que foi em Sófia,na Bulgária. Porém, em 2017 a UER decidiu pela reversão da regra em vistas de que "a escolha prévia da sede pode dar um tempo melhor para que a host-broadcaster tenha um tempo melhor para se preparar e assegurar a continuidade do evento". Mas, com exceção do concurso de 2018, desde 2019 é normal que o atual país vencedor decida a favor da realização do próximo concurso em seu solo. Momentos depois da vitória da França em 2022, a chefe da delegação francesa Alexandra Redde-Amiel e a diretora-geral da France Télévisions Delphine Ernotte revelaram que o país desejava sediar o concurso em 2023. Em 3 de abril de 2023, a EBU e a France Télévisions anunciaram que o concurso seria realizado em Nice.

## Formato

### Design visual
Durante uma coletiva de imprensa da European Broadcasting Union em 10 de maio de 2022, Alexandra Redde-Amiel, chefe da delegação francesa do Eurovisão, anunciou que o concurso usará o slogan "Heroes".

## Lista de participantes
Dezasseis países confirmaram a sua intenção em participar na edição de 2023. Este ano ficou marcado pela estreia da Estónia no concurso. A Alemanha retornou após uma ausência de um ano. Cazaquistão e Sérvia não participaram nesta edição, tendo participado pela última vez em 2022.
| #  | País               | Artista            | Canção                 | Língua                 | Lugar | Pontos |
| -- | ------------------ | ------------------ | ---------------------- | ---------------------- | ----- | ------ |
| 1  | Espanha            | Sandra Valero      | "Loviu"                | Espanhol, inglês       | 2º    | 201    |
| 2  | Malta              | Yulan Law          | "Stronger"             | Inglês                 | 10º   | 94     |
| 3  | Ucrânia            | Anastasia Dymyd    | "Kvitka"               | Ucraniano, inglês      | 5º    | 128    |
| 4  | Irlanda            | Jessica McKean     | "Aisling"              | Irlandês               | 16º   | 42     |
| 5  | Reino Unido        | Stand Uniqu3       | "Back to Life"         | Inglês                 | 4º    | 160    |
| 6  | Macedónia do Norte | Tamara Grujeska    | "Kaži mi, kaži mi koj" | Macedónio, inglês      | 12º   | 76     |
| 7  | Estónia            | Arhanna            | "Hoiame kokku"         | Estónio, inglês        | 15º   | 49     |
| 8  | Arménia            | Yan Girls          | "Do It My Way"         | Arménio, inglês        | 3º    | 180    |
| 9  | Polónia            | Maja Krzyżewska    | "I Just Need A Friend" | Polaco, inglês         | 6º    | 124    |
| 10 | Geórgia            | Anastasia & Ranina | "Over the Sky"         | Georgiano, inglês      | 14º   | 74     |
| 11 | Portugal           | Júlia Machado      | "Where I Belong"       | Português, inglês      | 13º   | 75     |
| 12 | França             | Zoé Clauzure       | "Cœur"                 | Francês                | 1º    | 228    |
| 13 | Albânia            | Viola Gjyzeli      | "Bota Ime"             | Albanês                | 8º    | 115    |
| 14 | Itália             | Melissa & Ranya    | "Un Mondo Giusto"      | Italiano, inglês       | 11º   | 81     |
| 15 | Alemanha           | Fia                | "Ohne Worte"           | Alemão, língua gestual | 9º    | 107    |
| 16 | Países Baixos      | Sep & Jasmijn      | "Holding On To You"    | Holandês, inglês       | 7º    | 122    |

## Outros Países
Para que um país seja elegível para uma possível participação no Festival Eurovisão da Canção Júnior, com exceção da Austrália, precisa ser um membro ativo da EBU.

### Membros ativos da EBU
- Bulgária – Em 14 de dezembro de 2022, a emissora búlgara BNT anunciou que o país não participaria do concurso de 2023.[30]
- Dinamarca – Em 12 de dezembro de 2022, a emissora dinamarquesa DR descartou o retorno ao concurso porque "não tinha interesse em um programa infantil comercial".[31] Em vez disso, eles se concentrarão no retorno de seu próprio concurso de música infantil MGP Junior, onde "todos os participantes são vencedores".[32]
- Finlândia – Em 25 de maio de 2023, a emissora finlandesa Yle anunciou que o país não estrearia no concurso de 2023..[33]
- Noruega  – A emissora norueguesa NRK confirmou em 13 de dezembro de 2022 que não retornará em 2023 devido ao MGPjr estar passando por mudanças de formato, mas não comentou sobre um possível retorno no futuro. A NRK, no entanto, participará de discussões adicionais sobre o concurso com a EBU.[34]
- Suíça – A Associação Suíça de Radiodifusão SRG SSR anunciou em 26 de maio de 2023 que o país não voltaria ao concurso devido à falta de fundos e ao desejo de se concentrar no Festival Eurovisão da Canção.[35]
- País de Gales  – Como a BBC confirmou sua participação em 4 de novembro de 2022, não é possível que o País de Gales participe de forma independente, pois a BBC tem o direito de representar todo o Reino Unido.

## Transmissão
Todas as emissoras participantes podem optar por ter comentaristas locais ou remotos fornecendo insights e informações de votação ao seu público local. A União Europeia de Radiodifusão também fornecerá transmissões internacionais ao vivo do concurso através do seu canal oficial no YouTube, sem comentários.
| País               | Estação(ões)                    | Comentadoresr(s)                               | Ref.          |
| ------------------ | ------------------------------- | ---------------------------------------------- | ------------- |
| Albânia            | Radio Televizioni Shqiptar      | Andri Xhahu                                    | [ 36 ]        |
| Alemanha           | KiKa                            | Constantin Zöller                              | [ 37 ]        |
| Armênia            | Arménie 1                       | Hamlet Arakelyan e Hrachuhi Utmazyan           | [ 38 ]        |
| Espanha            | La 1, TVE Internacional, TVE 4K | Julia Valera et Tony Aguilar                   | [ 39 ]        |
| Estônia            | Eesti Rahvusringhääling         | Marko Reikop Aleksandr Hobotov e Julia Kalenda | [ 40 ] [ 41 ] |
| França             | France 2                        | Carla Lazzari et Stéphane Bern                 | [ 42 ] [ 43 ] |
| Geórgia            | Pirveli arkhi                   | Nikoloz Lobiladze                              | [ 44 ]        |
| Irlanda            | TG4                             | Sinéad Ní Uallacháin                           |               |
| Italia             | Rai 2                           | Mario Acampa                                   | [ 45 ] [ 46 ] |
| Macedônia do Norte | MRT 1                           | Eli Tanaskovska                                |               |
| Malta              | TVM                             |                                                |               |
| Países Baixos      | NPO 3                           | Bart Arens e Matheu Hinzen                     | [ 47 ]        |
| Polonia            | TVP 1, TVP Polonia, TVP ABC     | Aleksander Sikora                              |               |
| Portugal           | RTP1, RTP Internacional         | Nuno Galopim e Iolanda Ferreira                | [ 48 ]        |
| Reino Unido        | CBBC, BBC iPlayer               | Lauren Layfield e HRVY                         | [ 49 ]        |
| Ucrania            | Suspilne Kultura                | Timour Mirochnytchenko                         |               |